# Inheritance (filme)
Inheritance (bra: Herança) é um filme de mistério e suspense estadunidense de 2020, dirigido por Vaughn Stein a partir de um roteiro de Matthew Kennedy. O filme é estrelado por Lily Collins, Simon Pegg, Connie Nielsen, Chace Crawford e Patrick Warburton.
Inheritance foi lançado em 22 de maio de 2020, pela Vertical Entertainment e recebeu críticas geralmente negativas dos críticos.

## Sinopse
Em 2008, Archer Monroe (Patrick Warburton), o patriarca de uma família política rica e poderosa na cidade de Nova York, falece repentinamente.
A propriedade de Archer é dividida entre sua família: Catherine (Connie Nielsen), sua esposa; William (Chace Crawford), seu filho, um político concorrendo à reeleição; e Lauren (Lily Collins), sua filha, uma promotora distrital de Manhattan. Em particular, o advogado da família Harold Thewlis (Michael Beach) dá a Lauren uma mensagem de seu pai que a leva a um abrigo secreto sob a propriedade da família, onde ela encontra um estranho (Simon Pegg) sendo mantido em cativeiro. O homem se identifica como Morgan Warner e diz que está preso há trinta anos.
Enquanto Morgan está dormindo, Lauren pega uma amostra de suas impressões digitais e as envia para identificação. Morgan afirma que já foi amigo e sócio de Archer, até uma noite em que eles estavam dirigindo bêbados e acabaram matando um pedestre. Por insistência de Archer, eles encobriram o crime antes de Archer fazer Morgan prisioneiro para impedi-lo de expor o assassinato. Nos anos seguintes, Archer tratou Morgan como um confessor e admitiu muitos de seus segredos.
Morgan direciona Lauren para onde o corpo do pedestre está enterrado. Lauren também segue as pistas de Morgan e encontra a amante de longa data de Archer, com quem ele teve um filho, bem como evidências de que Archer pagou subornos para eleger seus filhos para cargos públicos. Lauren acaba sendo convencida a libertar Morgan e instrui Harold a abrir uma conta bancária offshore e fretar um jato particular para que Morgan possa desaparecer.
As impressões digitais de Lauren voltam com uma correspondência e o arquivo é enviado para a casa dos Monroe. Catherine encontra o arquivo e fica apavorada ao ver Morgan, a quem ela identifica como "Carson" e chama de "homem mau". Lauren também descobre que Harold foi assassinado, e no momento em que ela retorna para a casa de Monroe, Carson raptou Catherine e a levou para o bunker.
Carson subjuga Lauren e é revelado que trinta anos atrás, Carson drogou e estuprou Catherine, e Archer estava levando Carson a algum lugar para matá-lo quando eles atropelaram o pedestre; além disso, Carson foi responsável pela morte de Archer, usando o veneno que ele vasculhou por muitos anos.
Lauren revida e, em sua luta, Carson afirma que ele é realmente o pai biológico de Lauren antes de Catherine pegar sua arma e matá-lo. Juntas, Lauren e Catherine colocaram gasolina em todo o bunker e o incendiaram, destruindo todas as evidências do cativeiro de Carson.

## Elenco
- Lily Collins como Lauren Monroe
- Simon Pegg como Morgan Warner / Carson Thomas
- Connie Nielsen como Catherine Monroe
- Chace Crawford como William Monroe
- Patrick Warburton como Archer Monroe
- Marque Richardson como Scott
- Michael Beach como Harold Thewlis
- Joe Herrera como Det. Emilio Sanchez
- Lucas Alexander Ayoub como Eddie Parker
- Christina DeRosa como Sofia Fiore
- Katie Callaway como Repórter 1
- Grae Marino como Jackie

## Produção
Em novembro de 2018, foi anunciado que Simon Pegg e Kate Mara se juntaram ao elenco do filme, com Vaughn Stein dirigindo a partir de um roteiro de Matthew Kennedy. Richard B. Lewis, David Wulf, Dan Reardon e Santosh Govindaraju produzirão o filme, sob produção de Southpaw Entertainment, WulfPak Productions e Convergent Media, respectivamente. De janeiro a março de 2019, Connie Nielsen, Chace Crawford e Patrick Warburton se juntaram ao elenco do filme, enquanto Lily Collins se juntou para substituir Mara. Em abril de 2019, Marque Richardson se juntou ao elenco do filme.
A filmagem principal começou em fevereiro de 2019.

## Lançamento
Estava programado para ter sua estreia mundial no Festival de Cinema de Tribeca em 20 de abril de 2020. No entanto, o festival de cinema foi adiado devido à pandemia de COVID-19. Vertical Entertainment e DirecTV Cinema adquiriram os direitos de distribuição do filme e o prepararam para lançamento em 22 de maio de 2020.

## Recepção crítica
Inheritance tem uma taxa de aprovação de 25% no site do agregador de críticas Rotten Tomatoes, com base em 52 avaliações, com uma média ponderada de 4,31/10. O consenso dos críticos do site diz: "Um aspirante a suspense que espera muito tempo para abraçar o potencial maluco de sua premissa bizarra, Inheritance deve ser recusada firmemente." No Metacritic, o filme possui uma classificação de 31 de 100, com base em 16 críticos, indicando "críticas geralmente desfavoráveis".